# Religion au Liban

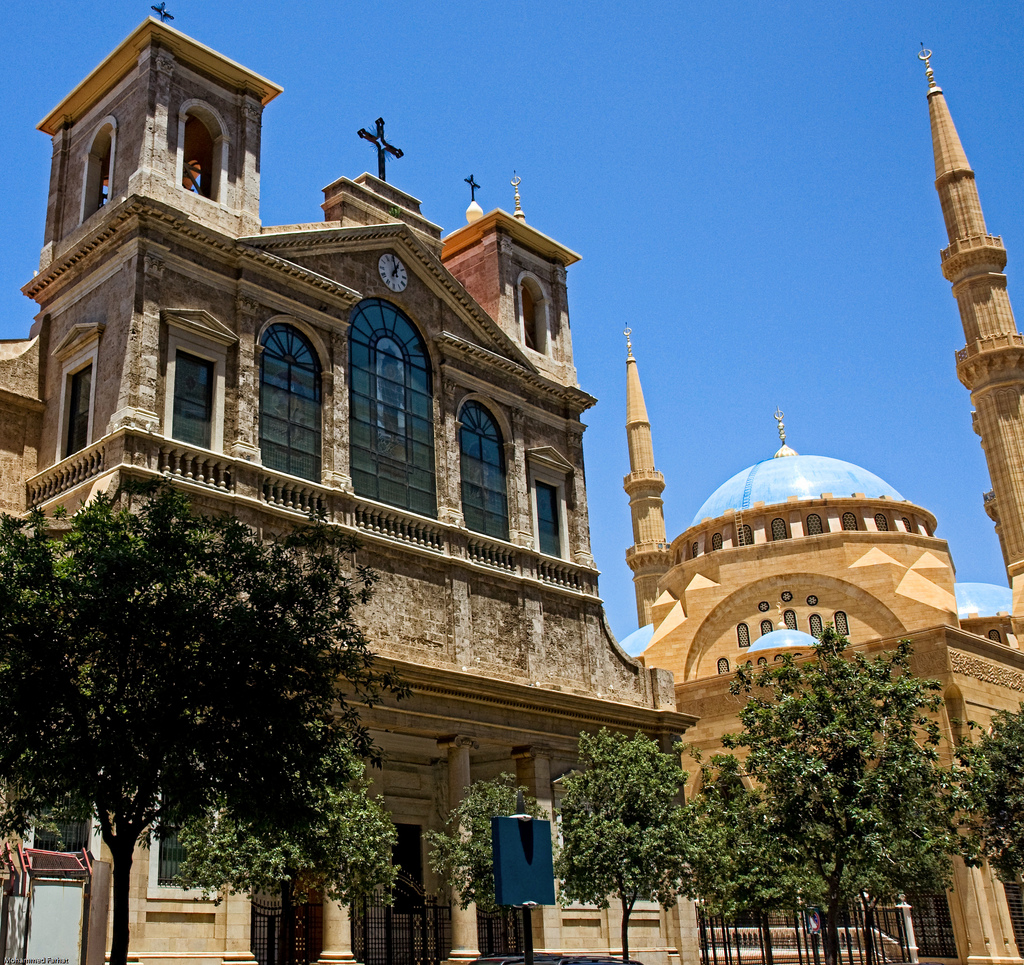
Église maronite Saint-Georges et mosquée Mohammad Amine à Beyrouth.

Les religions au Liban sont réparties en 18 confessions reconnues par l'État et représentées à l'Assemblée nationale libanaise grâce à un système de réservation de sièges, principalement musulmanes et chrétiennes.
Religions au Liban (estimations)
- Islam (53,55 %)
- Christianisme (41,36 %)
- Druze (5,08 %)
- Autres (0,01 %)

Le CIA World Factbook montre que, sur les personnes résidant au Liban, les musulmans légalement enregistrés forment environ 67,8 % de la population qu'ils soient sunnites (31,9 %), chiites (31,2 %), alaouites ou ismaélites, voire autres. Les chrétiens enregistrés représentent environ 32,4 % (essentiellement maronites, mais aussi grecs orthodoxes, grecs catholiques, arméniens orthodoxes, arméniens catholiques, protestants, romains catholiques, syriaques catholiques, syriaques orthodoxes, assyriens, ⁣chaldéens et coptes) et enfin les Druzes avec 4,5 %. 
D'autres sources suggèrent que les musulmans légalement enregistrés représentent environ 53,55 % de la population, avec une répartition entre sunnites (25,43 %) et chiites (24,21 %), ainsi que des alaouites ou ismaélites, voire d'autres affiliations. 
Les chrétiens enregistrés constituent environ 41,31 % de la population, comprenant principalement des maronites, ainsi que des grecs orthodoxes, des grecs catholiques, des arméniens orthodoxes, des arméniens catholiques, des protestants, des romains catholiques, des syriaques catholiques, des syriaques orthodoxes, des assyriens, ⁣chaldéens et des coptes. 
Enfin, d'après d'autres sources, les Druzes représentent 5,00 % de la population. 
Les Juifs libanais, minorité ancienne, ont pour la plupart quitté le pays. Il est difficile d'évaluer leur nombre sur le territoire libanais actuellement. Ils sont moins de 5 000, et vivent surtout à Beyrouth, Tripoli, et dans quelques villages dans le sud du pays, vers la frontière avec Israël.
Selon le Rapport mondial 2016 sur les Témoins de Jéhovah, il y avait plus de 3 600 membres à travers le pays et plus de 6 000 personnes rassemblées pour la célébration de la mort du Christ.

## Répartition géographique

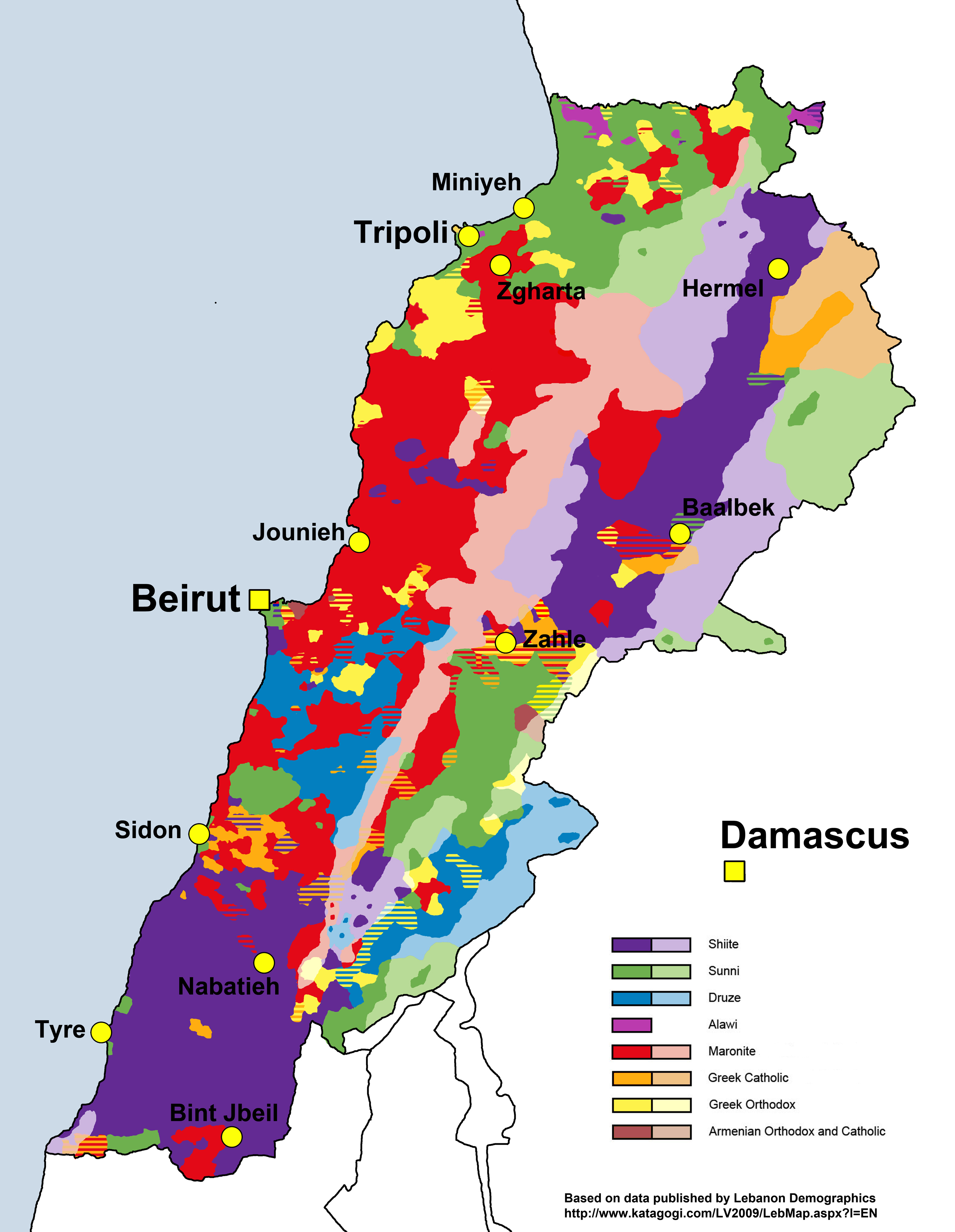
Répartition des confessions.

Les sunnites sont concentrés au centre de Beyrouth, dans le nord du pays et dans les grandes villes du littoral méditerranéen, les chiites, dans la banlieue de Beyrouth, au sud du Mont-Liban et dans le nord de la plaine de la Bekaa. Les maronites sont rassemblés en périphérie et à Beyrouth et dans la moitié nord du Liban. Les druzes sont regroupés dans la partie sud du Mont-Liban et dans l'Anti-Liban.